# Grottes de Karli

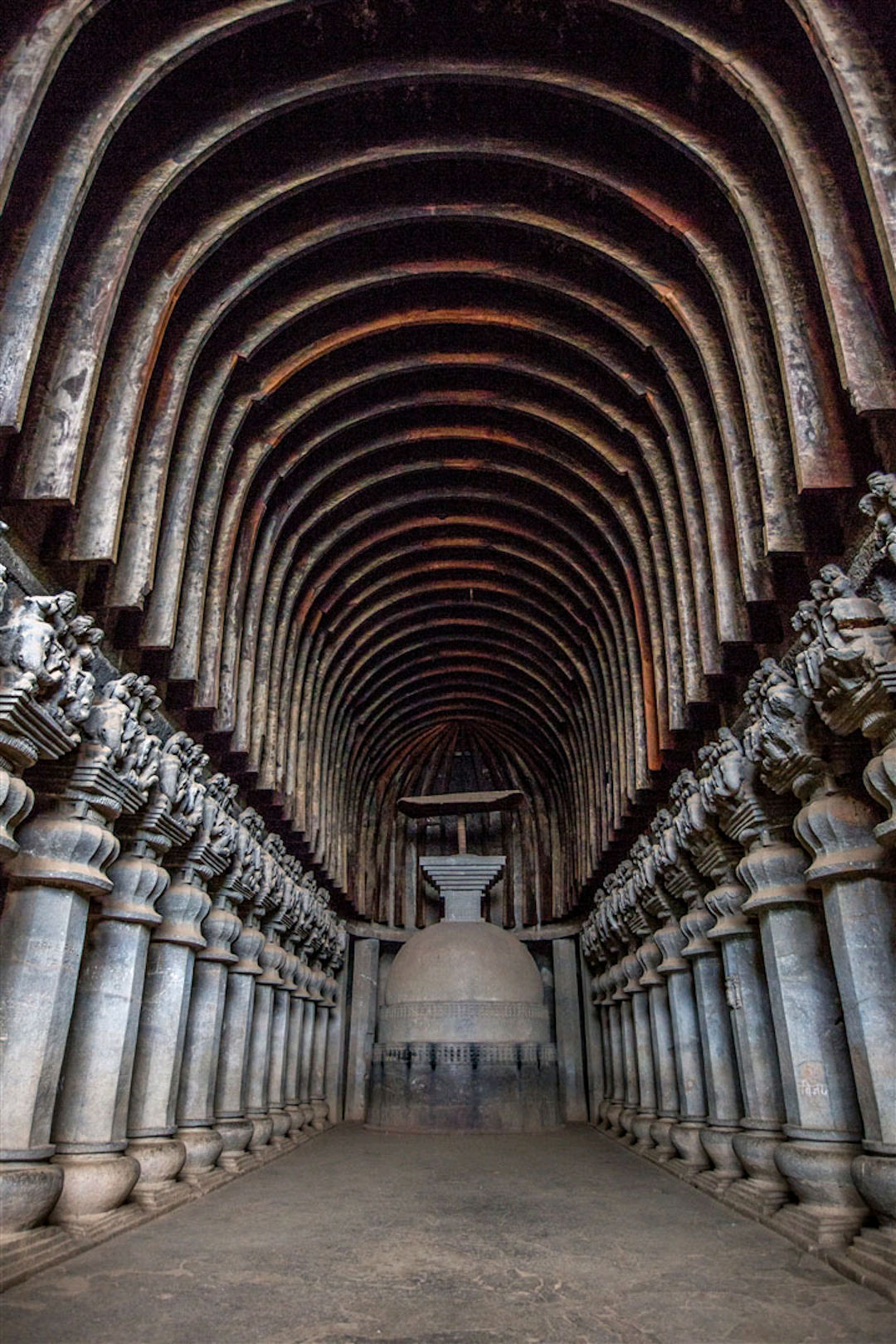
L'intérieur du Grand Chaitya de Karli.

Les grottes de Kārlī ou de Kārlā (marathi : कार्ला लेणी, IAST : « Kārlā lēṇī ») ou encore de Kārlē sont un complexe d'anciennes grottes indiennes bouddhiques excavées à Karli, localité à une dizaine de kilomètres au nord-est de Lonavla, dans le Maharashtra. D'autres grottes se trouvent dans cette région : les grottes de Bhaja, les grottes bouddhiques de Patan, les grottes de Bedsa et celles de Nasik. Les sanctuaires ont été développés entre le IIe siècle avant notre ère et le Ve siècle de notre ère. On pense que le plus ancien sanctuaire de cette série de grottes remonte à 160 avant notre ère, et il serait apparu près d'une ancienne route commerciale majeure reliant la mer d'Arabie (à l'est) et le Deccan au sud.
Le groupe de Karli est l'un des plus anciens et des plus petits des nombreux sites bouddhiques taillés dans la roche au Maharashtra, mais il est l'un des plus connus en raison du célèbre « Grand Chaitya » (grotte 8), qui est « le chaitya le plus grand et le mieux conservé de cette époque, avec un nombre inhabituel de sculptures finement réalisées, dont la plupart sont de grande taille ». On trouve à côté plusieurs vihara, dont certains fort ruinés.
De nombreux commerçants, des satrapes occidentaux d'origine indo-scythes ainsi que des souverains Satavahana ont subventionné et soutenu la construction et l'entretien de ces grottes. La situation de Karli dans le Maharashtra place cette localité dans une région qui marque la division entre l'Inde du Nord et l'Inde du Sud. S'étant identifiés au commerce et à la manufacture grâce à leur association précoce avec les commerçants, les bouddhistes avaient tendance à fonder leurs établissements monastiques dans des formations géographiques naturelles proches des principales routes commerciales afin de fournir des hébergement aux commerçants itinérants. Aujourd'hui, le complexe de grottes est un monument protégé dans le cadre de l'Archaeological Survey of India.

## Affiliation
Les grottes sont historiquement associées à la secte bouddhiste Mahāsāṃghika, qui jouissait d'une grande popularité dans cette région de l'Inde, et bénéficiait d'un riche mécénat,. Les grottes abritent un monastère bouddhiste datant du IIe siècle av. J.-C., qui abritait autrefois deux grands piliers de 15 mètres de haut à l'extérieur du chaitya. Aujourd'hui, il n'en reste qu'un, et l'espace restant est occupé par un temple dédié à la déesse Ekvira (en), vénérée notamment par les communautés Aagri et Kulî de Mumbai.

## Architecture

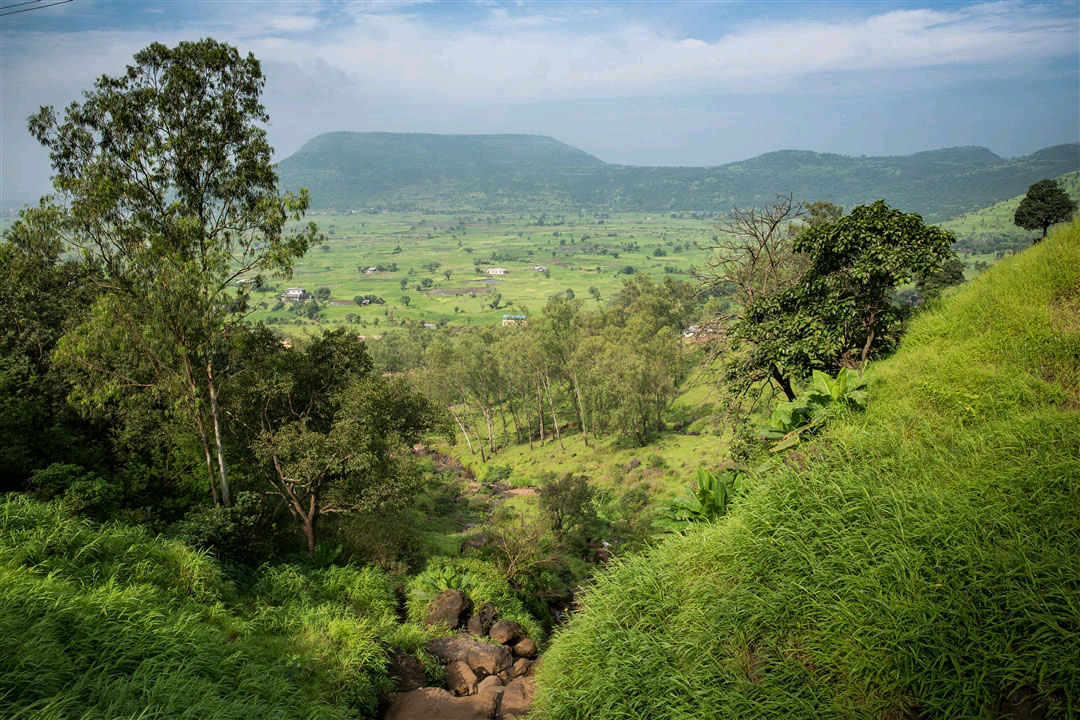
Sentier menant aux grottes de Karli.

Le complexe de grottes de Karli est construit sur un coteau rocheux à environ 60 km de Pune, avec de grandes fenêtres taillées dans la roche pour éclairer l'intérieur des grottes. Les grottes font partie d'un grand nombre de grottes similaires creusées dans les collines Sahyadri au début du Ier millénaire de notre ère. Il y a au total seize grottes dans le groupe, dont trois qui sont, elles, liées au courant du bouddhisme mahâyâna. La plupart des grottes sont des lena (en marathi)  la principale exception étant le grand chaitya, la grotte n° 8.

### Grand Chaitya
La grotte principale, qui porte le n° 8 et date de l'an 120, est un vaste chaitya, ou salle de réunion comportant un stûpa. Il s'agit du plus grand chaitya excavé d'Inde[réf. nécessaire], mesurant 45 m de long pour une hauteur au plafond de 14 m  haut. La salle présente des sculptures d'hommes et de femmes, ainsi que d'animaux tels que des lions et des éléphants. Ce Grand Chaitya, le plus grand d'Asie du Sud, a été construit et dédié en 120 par le souverain des Satrapes occidentaux Nahapana (en),,.

#### Chronologie

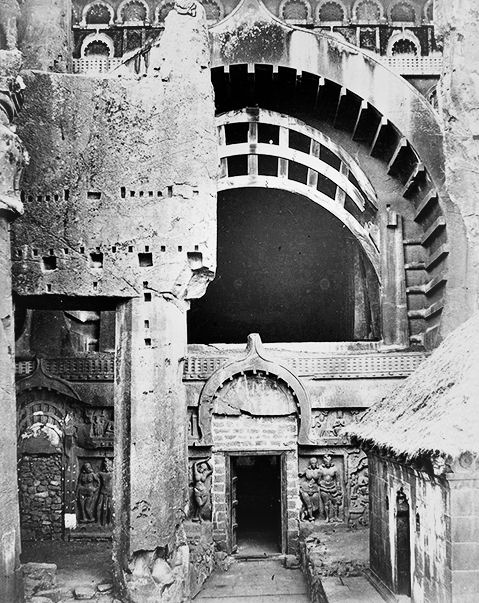
L'entrée du grand chaitya, partiellement masquée, en 1862.

Le chaitya de Karli suit, en les améliorant, plusieurs autres chaitya excavés qui avaient été construits dans l'ouest de l'Inde sous parrainage royal. Dans la chronologie de ces premières grottes chaitya, il se peut que la première construction soit la grotte 9 de l'ensemble des grottes de Mahakali (en), puis la n° 12 des grottes de Bhaja et n° 10 des grottes d'Ajanta, vers le Ier siècle avant notre ère. Ensuite, par ordre chronologique: la grotte 3 à Pitalkhora (en), la grotte de Kondane n° 1, la n° 9 à Ajanta — qui, avec ses motifs plus ornés, pourrait avoir été construite environ un siècle plus tard — la grotte 18 de l'ensemble de Nasik et la grotte de Bedsa n° 7, pour finalement culminer dans la « perfection finale » du Grand Chaitya de Karli.

#### Caractéristiques
Le chaitya n° 8 suit le modèle habituel pour la période, mais ses dimensions sont exceptionnelles. En outre, le bâtiment est aussi exceptionnel dans la mesure où il a conservé les éléments d'origine en bois : les nervures de la voûte, proéminentes, ainsi que autres éléments en bois du toit, et l'ombrelle qui couronne le stupa-dagoba. Si le modèle du chaitya n'a survécu que dans des exemples d'architecture rupestre, ceux-ci reproduisent dans la pierre les formes venant d'exemples en bois et en chaume. Dans la plupart des chaityas taillés dans la roche, les bois de la voûte sont reproduits en pierre, avec un effet visuel considérable ; toutefois, dans d'autres cas, on a recouru à du bois véritable, pour des raisons purement esthétiques et non pas vraiment structurelles. Dans la plupart de ces cas, le bois s'est depuis longtemps décomposé, comme par exemple dans la chaitya de la grotte n° 3 des grottes de Kanheri. Ici, bien que certaines aient été remplacés sous Lord Curzon au XIXe siècle, la plupart sont d'origine.
Citant James Fergusson, R.C. Majumdar explique que « [le chatrya] ressemble à une ancienne église chrétienne dans son agencement, consistant en une nef et des bas-côtés et se terminant par une abside couverte par un semi-dôme, autour duquel le bas-côté se poursuit  en déambulatoire (...) Quinze piliers de chaque côté séparent la nef des bas-côtés ; chaque pilier a une base haute, un fût octogonal et un chapiteau richement orné, sur la face intérieure duquel s'agenouillent deux éléphants, portant chacun deux figures, généralement un homme et une femme, mais parfois deux femmes, toutes beaucoup mieux exécutées que ne le sont habituellement ces ornements; derrière se trouvent des chevaux et des tigres, portant chacun une seule figure ». 
| LE GRAND CHAITYA | |
| Caractères généraux | |
| Grand Chaitya à l'extrême droite (derrière la tente orange), | C'est certainement le chaitya le plus grand et le mieux réussi de son genre et il a été excavé à une époque où le style était dans sa plus grande pureté. Tous les défauts architecturaux des exemples précédents en sont supprimés, et les piliers de la nef sont assez perpendiculaires. La façade est ornée de sculptures — apparemment pour la première fois dans une telle mesure — et le style a atteint une perfection qui n'a jamais été dépassée par la suite. Les dimensions générales de l'intérieur sont de 38 m de l'entrée au mur du fond, par 14 m de largeur. Les bas-côtés, cependant, sont assez étroits, la nef centrale faisant 8 m de large, de sorte que chacun des couloirs latéraux ne fait que 3 m de large, épaisseur des piliers comprise. La hauteur sous v0ûte du chaitya est de 14 m . Devant le chaitya se dresse un colonne imposante au fût cannelé avec seize faces, surmontée d'un chapiteau avec quatre lions, qui rappellent ceux du pilier d'Ashoka à Sarnath. Une inscription sur le fût indique que la colonne a été réalisée par un Mahârathi. Les lions soutenaient probablement une roue du dharma (dhammachakra). Un pilier devait répondre à celui-là sur l'autre côté, mais il s'est effondré ou a été enlevé pour laisser place au petit temple hindou qui s'élève maintenant à cet endroit. - Entrée du Grand Chaitya. À droite, le temple hindou élevé probablement là où se trouvait un second pilier aux lions. - Sommet de la colonne à l'entrée du Chaitya principal. - Section du Chaitya de Karli en perspective. |
| Véranda | |
| Panneau latéral gauche de la véranda et partie de l'entrée. | Le porche extérieur, ou véranda, est considérablement plus large que le corps du bâtiment, puisqu'il mesure 16 m de large sur 4,5 m de profondeur, et il est fermé devant par un écran composé de deux forts piliers octogonaux, sans base ni chapiteau, soutenant ce qui est maintenant une simple masse de roche, mais qui était autrefois ornée d'une galerie en bois formant l'ornement principal de la façade. Au-dessus, une petite colonnade ou un grenier de quatre colonnes entre pilastres amenait la lumière à la grande fenêtre, et celle-ci était à nouveau surmontée d'une corniche en bois ou d'un ornement quelconque. - Panneau gauche de la véranda. - Panneau gauche avec des éléphants et des bouddha les chevauchant. - Panneau droite de la véranda. - Éléphant du panneau droite. |
| Entrée | |
| Vue de l'entrée. Aquatinte de Thomas Daniell, d'après James Wales. 1803. | L'entrée se compose de trois portes coiffées par un arc en fer à cheval et surmontées par un linteau à motifs géométriques. La porte du milieu ouvre sur la nef centrale, les deux autres sur les bas-côtés. Au-dessus du linteau, s'élève le vaste espace supérieur de la nef, qui n'est pas fermée par un mur. Comme dans toutes les salles de chaitya, cette ouverture forme une vaste fenêtre, seule source d'éclairage de l'intérieur. Cette grande fenêtre est à son tour encadrée par un arc outrepassé, motif que l'on retrouve comme ornement sur les façades latérales de la véranda qui précède la salle du chaitya, et que l'on rencontre fréquemment à cette époque, comme par exemple à Bhaja, Bedsa et Nasik. À l'intérieur de la voûte se trouve un cadre ou un cintrage en bois, indépendant. Il est, comme les nervures de l'intérieur, contemporain du bâtiment. Les sculptures sur les murs entre les portes sont pour la plupart beaucoup plus récentes que la grotte elle-même. Toutes les figures de Bouddha qui y sont représentées sont de date tardive et appartiennent à l'école Mahayana. Cependant, les plus grandes paires de figures sont plus anciennes et pourraient être originales. Les inscriptions ultérieures les datent du temps du roi Satavahana Vasishthiputra Pulumavi (en) (r. vers 85-125 de notre ère).- Panneau à l'extrême gauche. - Entrée, panneau de gauche. - Entrée, panneau de droite. - Panneau à l'extrême droite. |
| Intérieur | |
| Intérieur du Grand Chaitya de Karli (vers 120). L'intérieur est solennel et grandiose. un volume de lumière indivis traversant une seule ouverture en hauteur, tombe, grâce à un angle très favorable, directement sur le dagoba (ou stûpa) — qui est la partie principale de l'édifice —. laissant le reste dans une obscurité relative. L'effet est considérablement renforcé par les colonnes épaisses et rapprochées qui séparent les bas-côtés de la nef, car elles suffisent à empêcher que l'on voie les murs d'enceinte et, comme il n'y a pas d'ouverture dans les murs, la vue entre les piliers est pratiquement indéfinie. | Placé sous la voûte en cul-de-four de l'abside, plus ou moins à l'endroit où se trouve l'autel dans les églises chrétiennes, on trouve un dagoba (stupa construit à l'intérieur), en l'occurrence un dôme simple sur un tambour circulaire à deux niveaux, les bords supérieurs de chaque niveau présentant un ornement en forme de balustrade. Juste en dessous des ornements de la rangée inférieure se trouvent des trous ou des mortaises pour la charpenterie, qui peuvent avoir été ornés de tentures, qui ont pu être un ornement habituel de ces monuments, selon ce que suggèrent certaines représentations sculptées. Le dôme est surmonté d'un chapiteau ou d'une sorte pyramide à degrés inversée, et au-dessus de celui-ci se dresse encore une ombrelle en bois, un peu pourrie et déformée par le temps. Cette ombrelle était initialement circulaire et minutieusement sculptée sur la surface inférieure. - Rangée de colonnes gauche. - Intérieur du grand Chaitya. - Rangée de colonnes droite. Deux rangées de quinze piliers délimitent la nef principale et la séparent des bas-côtés; chaque pilier présente une base haute, un fût octogonal et un chapiteau richement orné, sur lequel deux éléphants agenouillés sont montés par deux personnages, généralement un homme et une femme, mais parfois deux femmes, personnages tous beaucoup mieux exécutés que ne le sont habituellement de tels ornements. Derrière se trouvent des chevaux et des tigres, chacun portant un seul personnage. Les sept piliers derrière l'autel sont des piliers octogonaux simples, sans base ni chapiteau, et les quatre sous la galerie d'entrée diffèrent considérablement de ceux des côtés. Les sculptures sur les chapiteaux occupent la place habituellement dévolue à la frise et à la corniche dans l'architecture grecque; dans d'autres exemples, des surfaces peintes unies occupent ce même espace. Au-dessus s'élève le toit, de section générale semi-circulaire, mais quelque peu incliné sur les côtés, de sorte que sa hauteur est supérieure au demi diamètre. Il est encore aujourd'hui orné d'une série de nervures en bois, probablement contemporaines de l'époque des fouilles, qui prouvent que le toit n'est pas une copie d'un arc en maçonnerie, mais d'une sorte de construction en bois.- Voûte du Grand Chatya. - Colonnes du Grand Chaitya. - Inscription sur le cinquième pilier de la rangée droite signalant une donation de Vitasamghata, un Yavana (Indo-Grec. - Gravures sur le huitième pilier de la rangée droite. Inscription: « (Ce) pilier (est) le cadeau pieu du pieu laïc Dhamula de Gonekaka ». - Série de chapiteaux. - Structure d'un chapiteau. - Chapiteau complet. - Détail d'un chapiteau. - Détail d'un chapiteau. - Stupa dagoba. |

Une inscription dans le Grand Chaitya mentionne Usabhadata (en) qui fit don d'un village aux moines qui vivaient dans les grottes de Valukura (ancien nom des grottes de Karli): 

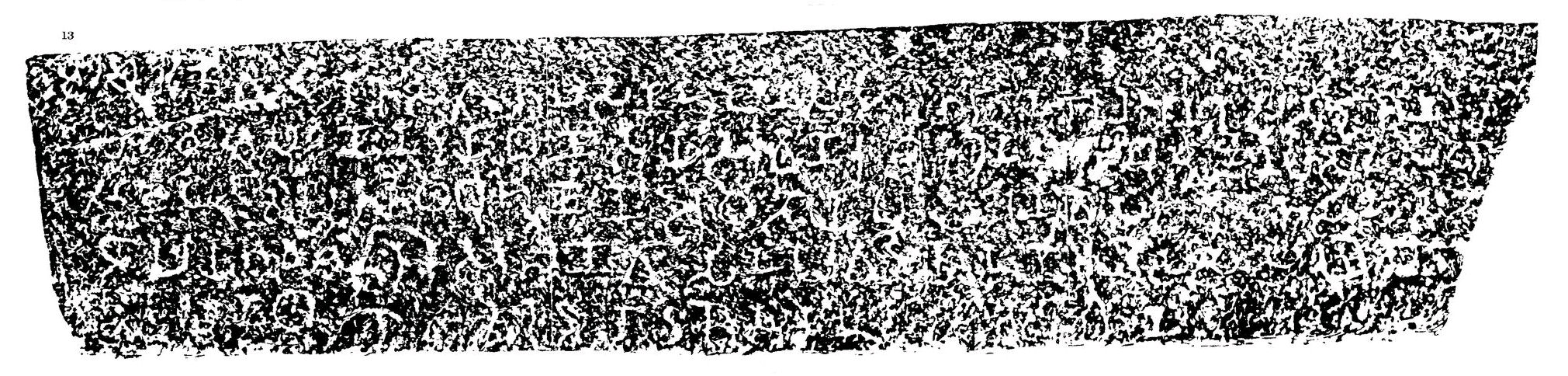
Inscription 13 de Nahapana du Grand Chaitya.

« Succès!! Par Ushavadata (en), fils de Dinaka et gendre du roi Kshatrapa Nahapana — lui qui a donné trois cent mille vaches, qui a fait des cadeaux d'or et un tirtha sur la rivière Banasa, qui a donné aux Deva et Bramhana seize villages, qui [à l'endroit du] pur tirtha Prabhasa a donné huit femmes aux Brahmanas, et qui a également nourri chaque année cent mille Brahmanas — le village de Karajika a été donné pour aider les ascètes vivant dans les grottes de Valuraka sans aucune distinction de secte ou d'origine, pour tous ceux qui voudraient garder le varsha. »
- Inscription 13 de Nahapana, Grottes de Karli, 120.

#### Donateurs Yavana (Grecs)

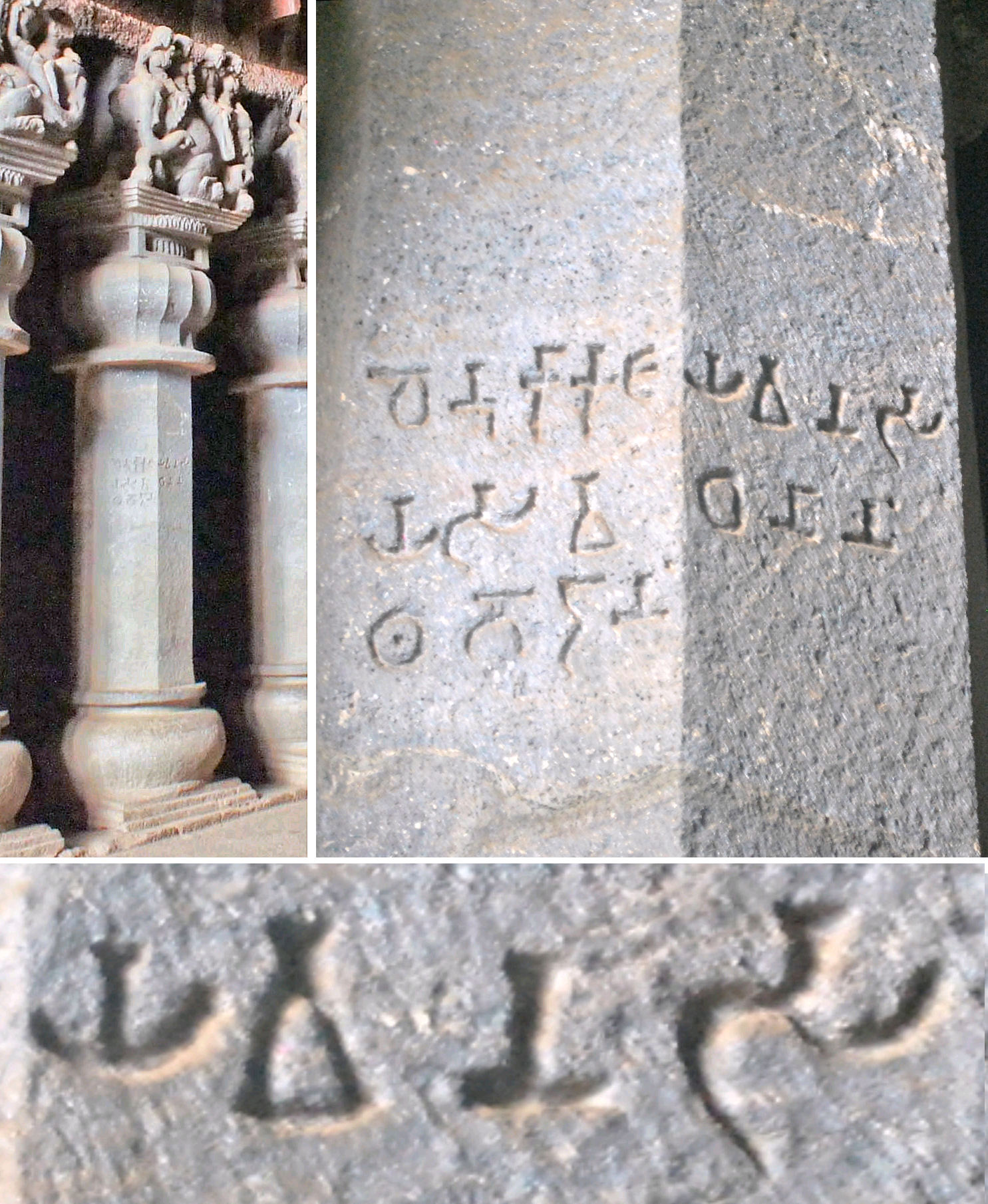
Pilier gauche n°9 du Grand Chaitya. Ce pilier a été donné par un Yavana vers 120, comme cinq autres piliers. L'inscription de ce pilier se lit comme suit: "Dhenukakata Yavanasa / Yasavadhanana[m] / thabo dana[m]", c'est-à-dire "(Ce) pilier (est) le don du Yavana Yasavadhana de Denukakata". Ci-dessus: détail du mot "Ya-va-na-sa" dans l'ancien script Brahmi.

Il y a aussi des inscriptions de donateurs privés qui ont contribué à certaines parties du chaitya, y compris des donateurs Yavana — Grecs asiatiques ou indo-grecs), bien que leurs noms soient des noms bouddhiques —, qui ont offert six piliers. Ces donateurs représentent près de la moitié des inscriptions dédicatoires connues sur les piliers du chaitya.
- 3e pilier de la rangée de gauche:

« (Ce) pilier (est) le don du Yavana Sihadhaya de Dhenukataka » ,
- 4e pilier de la rangée de gauche:

« De Dhamma, un Yavana de Dhenukakata »
- 9e pilier de la rangée de gauche:

« (Ce) pilier (est) le don du Yavana Yasavadhana de Denukakata » 
- 5e pilier de la rangée de droite:

« Ce pilier est un cadeau du Yavana Vitasamghata d'Umehanakata » 
- 13e pilier de la rangée de droite:

« (Ce) pilier (est) le don du Yavana Dhamadhaya de Denukakata » 
- 15e pilier de la rangée de droite:

(« Ce) pilier (est) le don du Yavana Chulayakha de Dhenukakata ». À côté de l'inscription se trouve une croix gammée bouddhiste.
On pense que la ville de Dhenukakata est près de la ville de Karli. Un autre donateur dit, dans une autre inscription, qu'il a un vaniya-gama (une communauté de commerçants).
Les Yavanas sont également connus pour leur don d'une grotte complète dans l'ensemble de Nasik (grotte n°17) et pour leurs dons mentionnés par des inscriptions dans les grottes de Junnar.

#### Sri Pulumayi
À l'intérieur du Grand Chaitya, face à l'inscription de Nahapana et postérieure à celle-ci d'une génération, il y a aussi une inscription du souverain Satavahana Sri Pulumayi, c'est-à-dire Vasishthiputra Pulumavi (en) (130-159): « Dans la septième année du roi Sri Pulamavi, fils de Vasithi, dans la cinquième quinzaine d'été, le premier jour, ci-dessus, par le Maharathi Somadeva fils de Vasithi, le fils du Maharathi Mitradeva fils de Kosiki, du Okhalakiyas, il a été donné à la communauté de Valuraka, les grottes de Valuraka, un village avec ses impôts ordinaires et extraordinaires, avec ses revenus fixes ou proportionnels. »  
- Inscription 14 de Sri Pulumavi.

### Autres Chaityas et Viharas

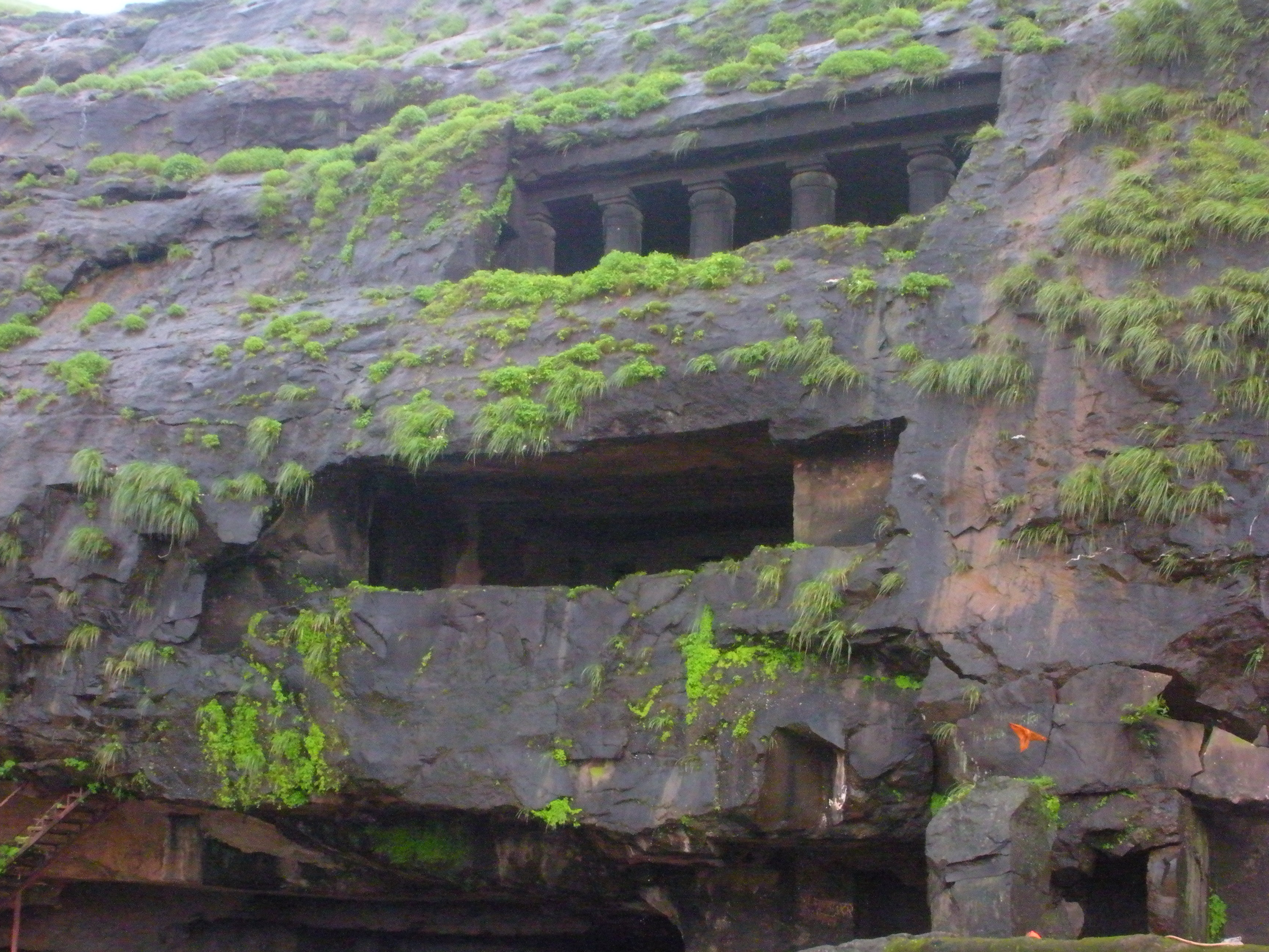
Vue des ermitages.

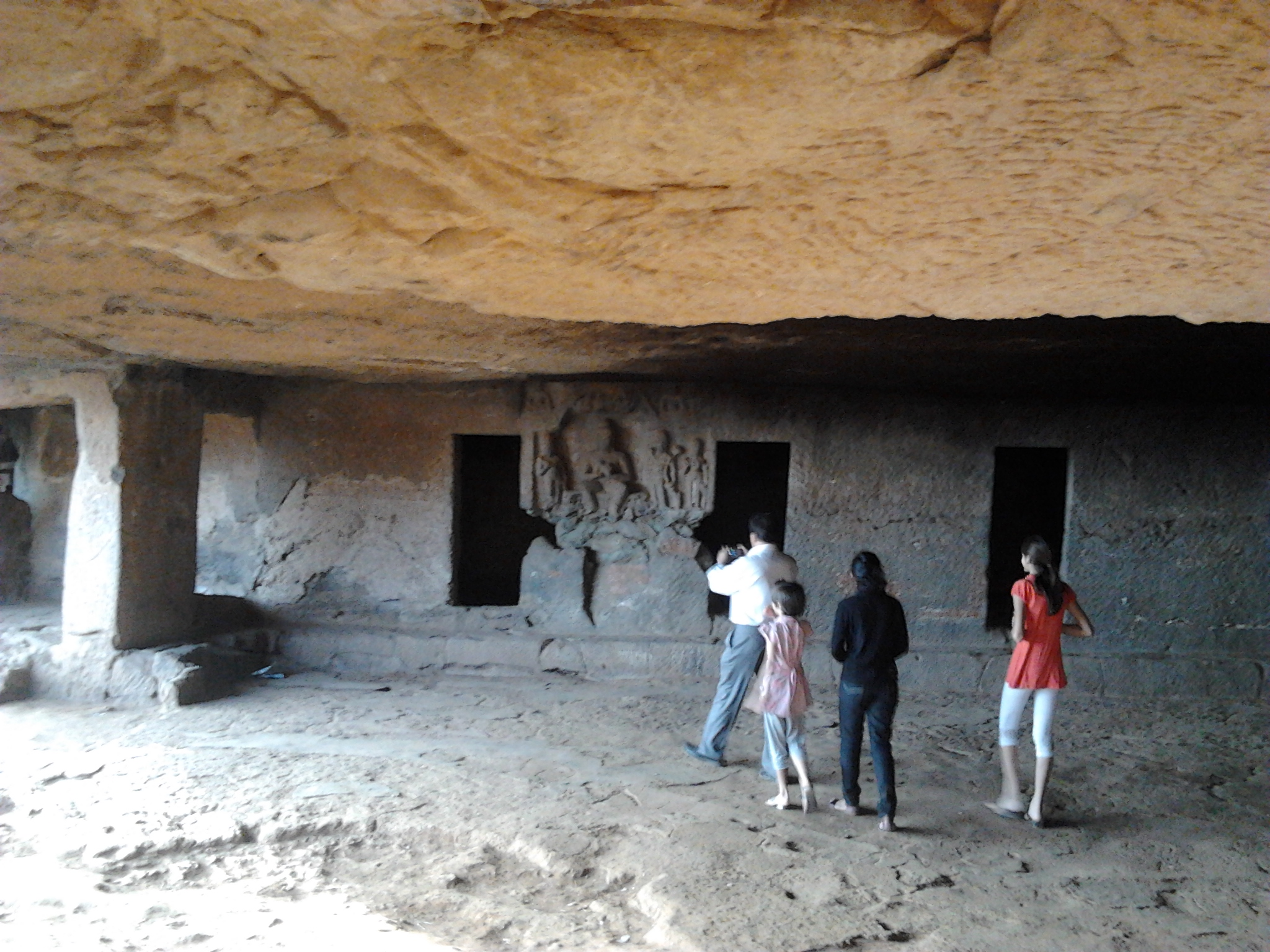
Une autre partie des grottes, avec un bas-relief.

Dans le complexe se trouvent plusieurs autres chaityas sculptés, ainsi que des viharas, logements pour les moines des grottes. Une caractéristique notable de ces grottes est leur entrée en arc et les intérieurs voûtés. Les noms des donateurs sont inscrits, en écriture brahmi, sur des piliers de ces grottes. La façade extérieure présente des détails complexes sculptés dans une imitation de bois fini. Le motif central est un grand arc en fer à cheval. Il y a une colonne d'Ashoka à l'avant, avec une façade en pierre fermée et une torana entre les deux.
L'une des cellules de vihara porte une inscription du souverain de Satavahana Vasishthiputra Pulumavi (130-159 CE) : « Succès!! Le deuxième jour de la troisième quinzaine d'hiver de la vingt-quatrième année du roi Sri Pulumavi, fils de Vasithi, ce pieux don du fidèle laïc Harapharana, fils de Setapharana, un Sova saka, vivant à Abulama, une salle à neuf cellules a été donnée à l'universel sangha, en tant que propriété spéciale des Mahasamghikas, en l'honneur de ses parents et garantissant le bien-être et le bonheur de tous les êtres. Au cours de la vingt et unième année, il a été achevé et ... pour moi par Budharakhita et sa mère ..., un fidèle laïc. Le ... un pieux cadeau de la mère de Budharakhita. »
- Inscription of Vasishthiputra Pulumavi, Karli Caves Vihara.

### Imitations ultérieures

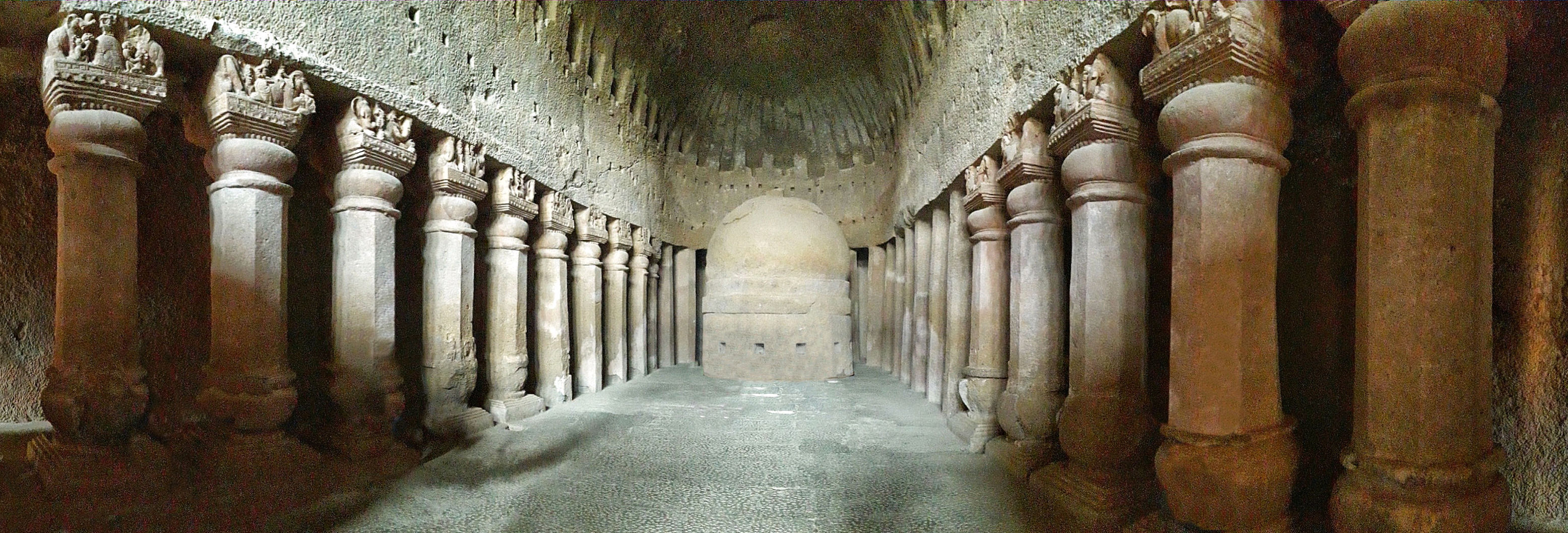
Chaitya de Kanheri à Mumbai. Une imitation légèrement tardive du chaitya de Karli.

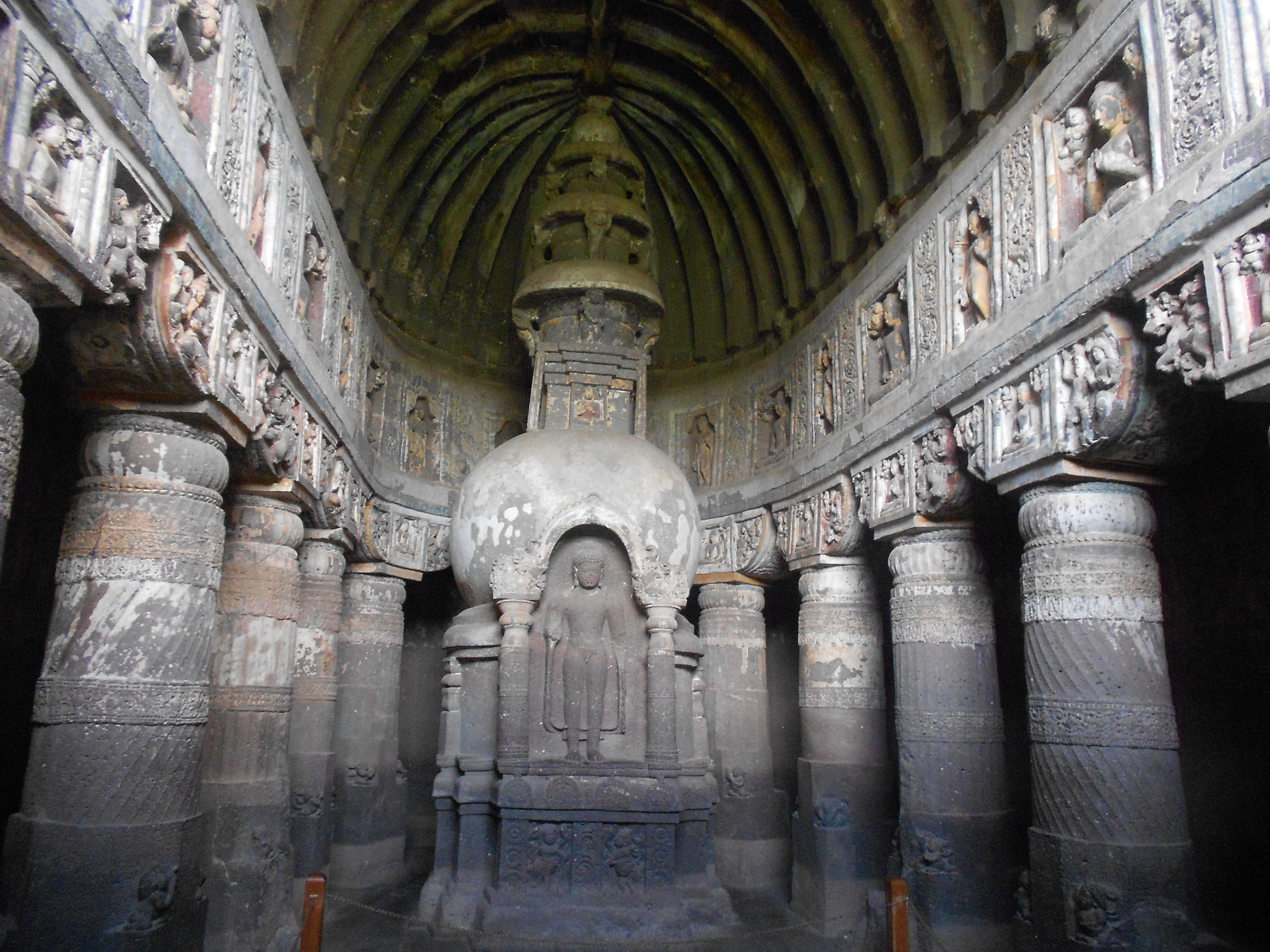
Bâtie au Ve siècle de notre ère, la grotte 19 à Ajanta a également été conçue d'après le Grand Chaitya de Karli.

Plusieurs chaitya ont été réalisés à l'imitation du chaitya de Karli. C'est particulièrement le cas du Grand Chaitya de Kanheri, dans la banlieue nord de Mumbai, probablement construit sous le règne de Yajna Sri Satakarni (environ 150). Selon Fergusson, il est certain que le plan du Chaitya à Kanheri est une copie littérale de celui de Karli, mais les détails architecturaux montrent exactement la même différence de style que celle trouvée entre la grotte n° 17 (période de Nahapana vers 115) et la grotte n° 3 (période de Sri Pulumavi, vers 170) de Nasik.
Certaines grottes d'Ajanta, comme la grotte 19, construite au Ve siècle de notre ère, ont également été modelées d'après Chaitya de Karli.